# Wang Shangyuan
Wang Shangyuan (chiń. 王上源; ur. 2 czerwca 1993 w Zhengzhou) – chiński piłkarz, występujący na pozycji pomocnika w chińskim klubie Henan FC oraz w reprezentacji Chin. Uczestnik Pucharu Azji 2023.

## Statystyki

### Klubowe
Na podstawie:
| Klub           | Sezonów | Liga                 | Liga  | Liga   | Puchar krajowy | Puchar krajowy | Kontynentalne | Kontynentalne | Suma  | Suma   |
| Klub           | Sezonów | Liga                 | Mecze | Bramki | Mecze          | Bramki         | Mecze         | Bramki        | Mecze | Bramki |
| -------------- | ------- | -------------------- | ----- | ------ | -------------- | -------------- | ------------- | ------------- | ----- | ------ |
| Beijing Sangao | 1       | China League One     | 21    | 10     | 0              | 0              | –             | –             | 21    | 10     |
| Club Brugge    | 2       | Eerste klasse A      | 7     | 1      | 0              | 0              | 2             | 0             | 9     | 1      |
| Guangzhou FC   | 4       | Chinese Super League | 59    | 1      | 15             | 0              | 11            | 2             | 85    | 3      |
| Henan FC       | 6       | Chinese Super League | 107   | 7      | 0              | 0              | –             | –             | 107   | 7      |
|                | Łącznie | Łącznie              | 211   | 20     | 15             | 0              | 13            | 2             | 239   | 22     |

### Reprezentacyjne
Na podstawie:
| Gole w reprezentacji | Gole w reprezentacji | Gole w reprezentacji | Gole w reprezentacji | Gole w reprezentacji | Gole w reprezentacji | Gole w reprezentacji | Gole w reprezentacji |
| Lp.                  | Data                 | Miasto               | Przeciwnik           | Wynik                | Gole                 | Inne                 | Rozgrywki            |
| -------------------- | -------------------- | -------------------- | -------------------- | -------------------- | -------------------- | -------------------- | -------------------- |
| 1.                   | 16.11.2023           | Bangkok              | Tajlandia            | 2:1 (1:1)            | 74'                  | 65'                  | Eliminacje MŚ 2026   |

## Sukcesy
Na podstawie:

### Reprezentacyjne
- Mistrz Chin 2014/15, 2015/16, 2016/17
- Puchar Chin 2015/16